# Sonny With a Chance (banda sonora)
Sonny With a Chance es la primera banda sonora de la serie de Disney Channel con su mismo nombre, protagonizada por la actriz y cantante estadounidense Demi Lovato junto a las coestrellas de la serie Tiffany Thornton y Sterling Knight además de la banda Allstar Weekend. Fue lanzada por Walt Disney Records en los Estados Unidos el 5 de octubre de 2010.

## Antecedentes
Cuatro de las nueve canciones en total de la banda sonora fueron cantadas por la estrella de la serie, Demi Lovato. Sus coestrellas, Tiffany Thornton y Sterling Knight realizaron cada uno dos pistas. La banda de Hollywood Records, Allstar Weekend aparecen una vez en la banda sonora..

## Sencillos
- "Me, Myself and Time" es el primer sencillo de la banda sonora. Fue publicada para ser la canción principal del CD. Fue estrenada digitalmente el 3 de agosto de 2010, pero fue mostrada mundialmente el día 11 de abril de 2010, día en el que se emitió "Sonny With a Song" en Estados Unidos, capítulo de la serie en el cual, Sonny muestra su faceta cantante con la canción, aparece para promocionar la línea de moda de su personaje.

## Lista de canciones
| Sonny with a Chance |                                           |          |  |
| N.º                 | Título                                    | Duración |  |
| 1.                  | «Me, Myself and Time» (Demi Lovato)       | 3:47     |  |
| 2.                  | «Hanging» (Sterling Knight)               | 2:58     |  |
| 3.                  | «Kiss Me» (Tiffany Thornton)              | 3:34     |  |
| 4.                  | «What to Do» (Demi Lovato)                | 3:03     |  |
| 5.                  | «How We Do This» (Sterling Knight)        | 2:52     |  |
| 6.                  | «Work of Art» (Demi Lovato)               | 2:56     |  |
| 7.                  | «Come Down With Love» (Allstar Weekend)   | 3:05     |  |
| 8.                  | «Sure Feels Like Love» (Tiffany Thornton) | 3:43     |  |
| 9.                  | «So Far, So Great» (Demi Lovato)          | 2:14     |  |